# Трёхрёберник приполярный
Трёхрёберник приполярный (лат. Tripleurospermum subpolare) — дву- или многолетнее травянистое растение семейства Астровые (Asteraceae), вид рода Трёхрёберник, или Трёхрёбросемянник (Tripleurospermum).

## Название
Научное родовое название Tripleurospermum образовано от др.-греч. τρεῖς («tres» — три) + др.-греч. πλευρά («pleura» — ребро, бок) + др.-греч. σπέρμα («sperma» — семя) и дано по наличию у семянок трех ребер (по всей видимости, у трехребросемянника непахучего).
Видовой эпитет subpolare образован от префикса лат. sub со значением обладания каким-либо свойством не в полной мере и лат. polaris, полярный, имеющий отношение к полюсу (северному или южному) Земли. Отражает основной ареал произрастания растений в приполярных регионах Северного полушария.
Русскоязычное название трёхрёберник приполярный является смысловым переводом латинского.

## Ботаническое описание
Двулетнее или многолетнее травянистое растение высотой (25)30–50(60) см.
Стебли сильно ветвистые, тёмно-красные, опушенные редкими короткими волосками.
Листья трижды перисторассеченные на почти нитевидные, мясистые доли. Длина 4–7 см.
Цветочные корзинки многочисленные, около 3,5 см в диаметре. Листочки обёртки слабо неравные, самые наружные из них менее чем в 1,5 раза короче самых внутренних; обратнояцевидно-продолговатые с довольно широкой (около 0,8 мм) темно-бурой, реже светло-бурой, перепончатой каймой. Язычки краевых цветков белые, 10–18 мм длиной, 2–3 мм шириной. Срединные цветки трубчатые, ярко-жёлтые.
Семянки 2–3 мм длиной, более-менее трёхгранные, коронка 0,2—0,4 мм длиной.
Хромосомное число 2n=18.

## Распространение и экология[10]
Природный ареал рода охватывает Скандинавию и Северную Америку (юг Гренландии). В России встречается на побережье Ладожского и Онежского озер, включен в ботанический атлас Ленинградской области. Западная (низовья Оби) и Восточная Сибирь (северные районы), Дальний Восток (побережье Охотского моря).
Растение литоральное, встречается на приморских, реже приозерных песках и галечниках морского побережья, по берегам озёр, рек и в их низовьях, иногда как заносное у дорог в населенных пунктах.

## Охранный статус
В Красной книге Ленинградской области имеет статус 3 (R) —  Редкий вид. Также включён в Красную книгу Восточной Фенноскандии с аналогичным статусом.

## Классификация

### Таксономия[12]
Tripleurospermum subpolare  Pobed., 1961, Bot. Mater. Gerb. Bot. Inst. Komarova Akad. Nauk S.S.S.R. 21: 347
Вид Трёхрёберник приполярный относится к роду Трёхрёберник  (Tripleurospermum) семейства Астровые (Asteraceae) порядка Астроцветные (Asterales). Кладограмма в соответствии с Системой APG IV по состоянию на июнь 2025 года:
|  |                                      |  |                                   |                                   |                    |  | ещё 10 семейств | ещё 10 семейств |                          |  |  |  | еще 38 подтверждённых вида и 26 таксонов, ожидающих подтверждения |
|  |                                      |  |                                   |                                   |                    |  | ещё 10 семейств | ещё 10 семейств |                          |  |  |  | еще 38 подтверждённых вида и 26 таксонов, ожидающих подтверждения |
|  |                                      |  |                                   | порядок Астроцветные              |                    |  |                 |                 | род Трёхрёберник         |  |  |  |                                                                   |
|  |                                      |  |                                   | порядок Астроцветные              |                    |  |                 |                 | род Трёхрёберник         |  |  |  |                                                                   |
|  | отдел Цветковые, или Покрытосеменные |  |                                   |                                   | семейство Астровые |  |                 |                 | Трёхрёберник приполярный |  |  |  |                                                                   |
|  | отдел Цветковые, или Покрытосеменные |  |                                   |                                   | семейство Астровые |  |                 |                 |                          |  |  |  |                                                                   |
|  |                                      |  | ещё 63 порядка цветковых растений | ещё 63 порядка цветковых растений |                    |  |                 | ещё 1729 родов  | ещё 1729 родов           |  |  |  |                                                                   |
|  |                                      |  |                                   | ещё 63 порядка цветковых растений |                    |  |                 |                 | ещё 1729 родов           |  |  |  |                                                                   |

### Синонимы
- Matricaria maritima subsp. subpolaris (Pobed.) Rauschert
- Matricaria subpolaris (Pobed.) Holub
- Tripleurospermum maritimum subsp. subpolare (Pobed.) Hämet-Ahti